# Sipaishan Xiang
Sipaishan Xiang (kinesiska: 四排山, 四排山乡) är en socken i Kina. Den ligger i provinsen Yunnan, i den sydvästra delen av landet, omkring 360 kilometer sydväst om provinshuvudstaden Kunming. Antalet invånare är 15 069. Befolkningen består av 7 021 kvinnor och 8 048 män. Barn under 15 år utgör 23,0 %, vuxna 15-64 år 70 %, och äldre över 65 år 5,0 %.
Genomsnittlig årsnederbörd är 1 374 millimeter. Den regnigaste månaden är juli, med i genomsnitt 383 mm nederbörd, och den torraste är februari, med 5 mm nederbörd.